# امنیت بلاکچین در محیط متاورس
با ظهور متاورس و توسعه فناوری‌های دیجیتال تعاملی، بلاکچین به عنوان ستون فقرات امنیتی این محیط‌های جدید شناخته شده است. استفاده از بلاکچین در متاورس امکان مدیریت غیرمتمرکز دارایی‌ها، هویت‌های دیجیتال و قراردادهای هوشمند را فراهم می‌کند. با این حال، استفاده از این فناوری در محیط‌های پیچیده متاورس با چالش‌های امنیتی متعددی مواجه است.
متاورس به معنای یک محیط دیجیتال تعاملی و دائمی است که در آن کاربران می‌توانند به طور مجازی با یکدیگر تعامل داشته باشند، دارایی دیجیتال داشته باشند و حتی کار کنند. بلاکچین به عنوان یک فناوری غیرمتمرکز و غیرقابل تغییر، نقش کلیدی در ثبت معاملات، مدیریت هویت و اجرای قراردادهای هوشمند در متاورس ایفا می‌کند.

## چالش‌های امنیتی کلیدی

### حملات به کیف پول‌های دیجیتال
کیف پول‌های بلاکچینی (مانند MetaMask) اغلب هدف حملات فیشینگ، بدافزارها و هکرهای سوشیال مهندسی قرار می‌گیرند. این موضوع در متاورس که دارایی‌های دیجیتال ارزش بالایی دارند، بسیار حیاتی است.

### خطاهای قراردادهای هوشمند
خطاهای برنامه‌نویسی در قراردادهای هوشمند منجر به سرقت میلیون‌ها دلار دارایی دیجیتال شده است. عدم وجود استانداردهای امنیتی جهانی این مشکل را تشدید می‌کند.

### اعتبارسنجی هویت دیجیتال
عدم وجود استاندارد واحد برای احراز هویت دیجیتال در متاورس، منجر به ایجاد چندین هویت جعلی از یک کاربر می‌شود.

### حریم خصوصی و ثبت دائمی داده
ثبت دائمی رویدادها در بلاکچین ممکن است حریم خصوصی کاربران را به خطر بیندازد. این موضوع در محیط‌های تعاملی متاورس حساسیت بیشتری دارد.

### مقیاس‌پذیری و تاخیر شبکه
بلاکچین‌های عمومی با محدودیت‌های تراکنشی مواجه هستند که می‌تواند در متاورس باعث آسیب‌پذیری‌های زمانی شود.

## راهکارهای پیشنهادی

### استفاده از رمزگذاری پیشرفته
استفاده از رمزگذاری همومورفیک و Zero-Knowledge Proofs برای حفظ حریم خصوصی کاربران.

### تحلیل خودکار قراردادهای هوشمند
استفاده از هوش مصنوعی برای تشخیص خطا در قراردادهای هوشمند قبل از انتشار.

### احراز هویت چند عاملی و هویت غیرقابل انکار
ایجاد سیستم‌های Sovereign Identity برای کنترل کامل کاربر بر هویت خود.

### شبکه‌های بلاکچین اختصاصی
استفاده از بلاکچین‌های اختصاصی برای متاورس‌های سازمانی به منظور افزایش امنیت و کاهش تاخیر.

### هوش مصنوعی برای تشخیص تهدید
استفاده از الگوریتم‌های یادگیری ماشین برای شناسایی الگوهای مشکوک در تراکنش‌های متاورس.

## چارچوب پیشنهادی
یک چارچوب امنیتی چهار لایه‌ای برای بلاکچین در متاورس پیشنهاد می‌شود:
1. لایه داده (Data Layer): استفاده از رمزگذاری پیشرفته و ثبت امن داده.
2. لایه هویت (Identity Layer): استفاده از هویت غیرقابل انکار و MFA.
3. لایه معاملات (Transaction Layer): استفاده از قراردادهای هوشمند ایمن و تحلیل خودکار.
4. لایه هوشمندی (AI Layer): استفاده از هوش مصنوعی برای تشخیص تهدید واقع‌زمان.

بلاکچین به عنوان یکی از ستون‌های اصلی زیرساختی متاورس، امکان ایجاد محیطی امن، شفاف و غیرمتمرکز را فراهم می‌کند. با این حال، این فناوری در معرض چالش‌های امنیتی متعددی قرار دارد که نیازمند راهکارهای جامع و چندبعدی است. تلفیق بلاکچین با هوش مصنوعی و استانداردهای جدید امنیتی می‌تواند به حل بسیاری از این مسائل کمک کند و زمینه را برای توسعه امن متاورس آینده فراهم سازد.

## جستارهای‌‌‌ وابسته
- بلاک چین
- متاورس